# Bataille de Ras-el-Khanfra (1982)
Guerre du Sahara occidental
Batailles
La bataille de Ras-el-Khanfra a lieu le 8 janvier 1982 entre les troupes du Front Polisario et l'armée marocaine entre Tarfaya et Ras el-Khanfra, au Maroc.

## Forces en présence

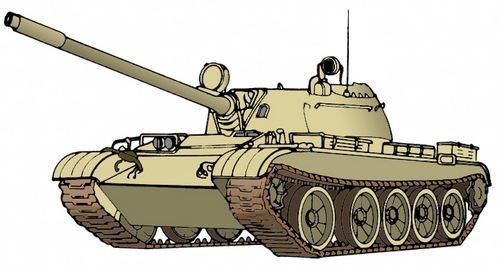
Un char T-55 tel que ceux utilisés par le Polisario.

Le Polisario engage trois unités, appuyées par deux escadrons de chars, soit 24 T-55, et trois escadrons mécanisés. Le tout représente 3 000 hommes et 300 véhicules.
L'attaque vise les unités marocaines placées entre les falaises et le promontoire de Ras-el-Khanfra.

## Déroulement
La première attaque du Polisario est lancée à 6 h 30 et une seconde tentative a lieu à 8 h. Les combats durent jusqu'à 10 h 30. Les deux camps font usage d'artillerie et de missiles anti-chars. À l'aide de leurs missiles BGM-71 TOW et MILAN et de leurs canons sans recul, les soldats marocains repoussent l'attaque. Selon le récit du commandant marocain, les rebelles restent bloqués devant le champ de mines et ne parviennent pas à percer la ligne de défense marocaine.
À 17 h, l'avion marocaine aurait pu bombarder un convoi sahraoui de 160 véhicules dans la zone.

## Bilan et conséquences

### Pertes

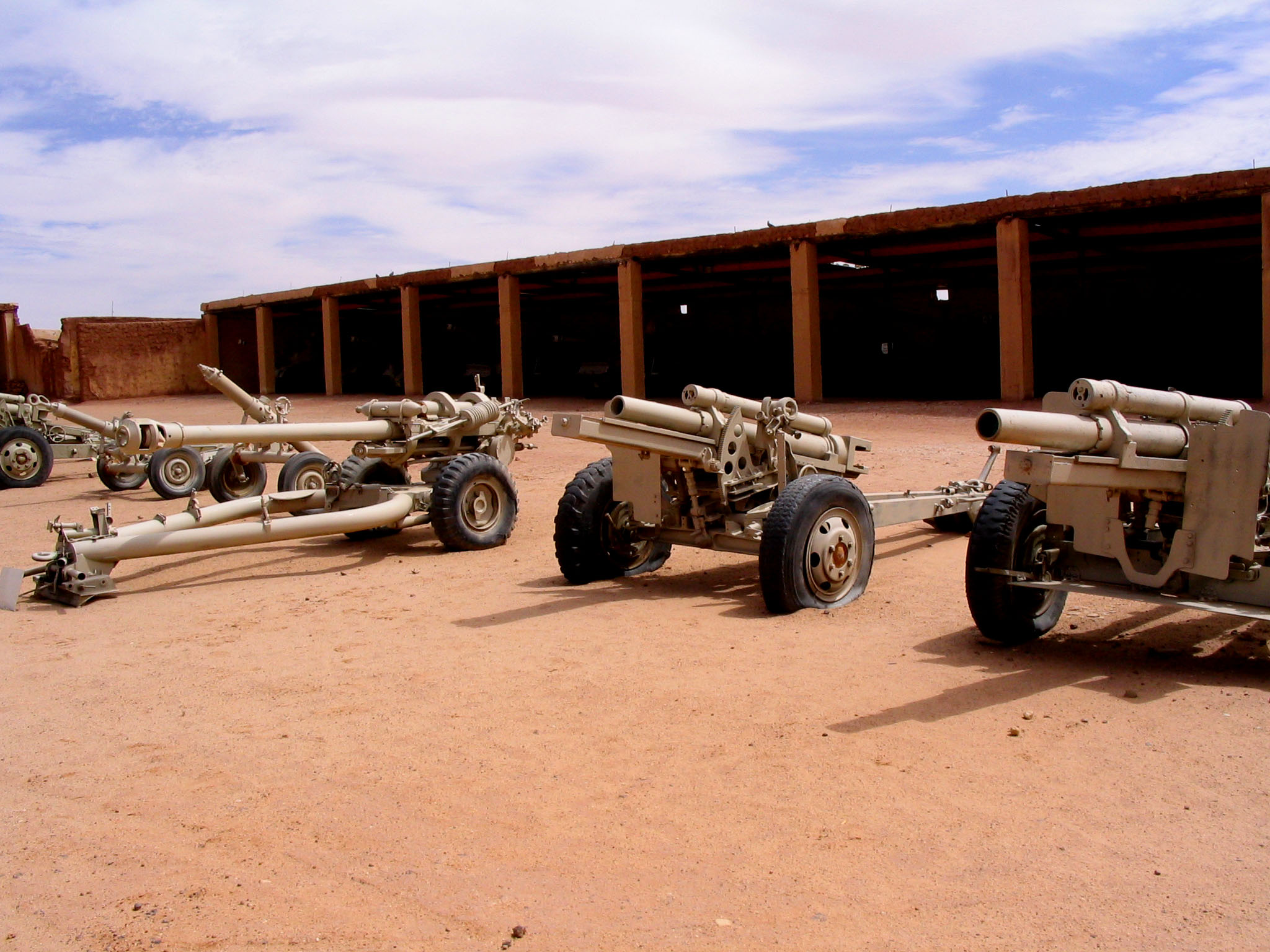
Des canons de 105 mm capturés aux FAR, dans un musée de Tindouf en 2004.

Le Polisario revendique la mort de cinquante soldats marocains et la destruction de trois SK-105 Kürassier et AML-90, de 16 canons M114 de 155 mm, 106 mm et 105 mm, plusieurs radars de moyenne et longue portées et 3 lance-roquettes anti-chars. Le Maroc reconnait 3 tués, 21 blessés et 6 jeeps détruites et annonce 150 tués et blessés parmi les combattans sahraouis, ainsi que 6 blindés et 34 véhicules détruits,.

### Capture d'un T-55
À l'issue de la bataille, un char T-55 qui a perdu une roue très près des lignes marocaines est abandonné par le Polisario. Il s'agit de la première fois que le Polisario abandonne un blindé aux forces royales. Le T-55, équipé d'un viseur infrarouge, est de fabrication tchèque et cette variante n'a jamais été utilisée par l'armée marocaine, ce qui démontre les soutiens étrangers dont bénéficie le Polisario. Son compteur kilométrique affiche 887 km, soit la distance depuis Tindouf, base arrière du Polisario en Algérie.